# Liiga
De Liiga (t/m seizoen 2012-2013 SM-liiga, Fins: Suomen mestaruusliiga) is de hoogste klasse van het ijshockey in Finland. De competitie is opgericht in 1975, ter vervanging van de SM-sarja, die werd gehouden tussen 1928 en 1974.

## Geschiedenis

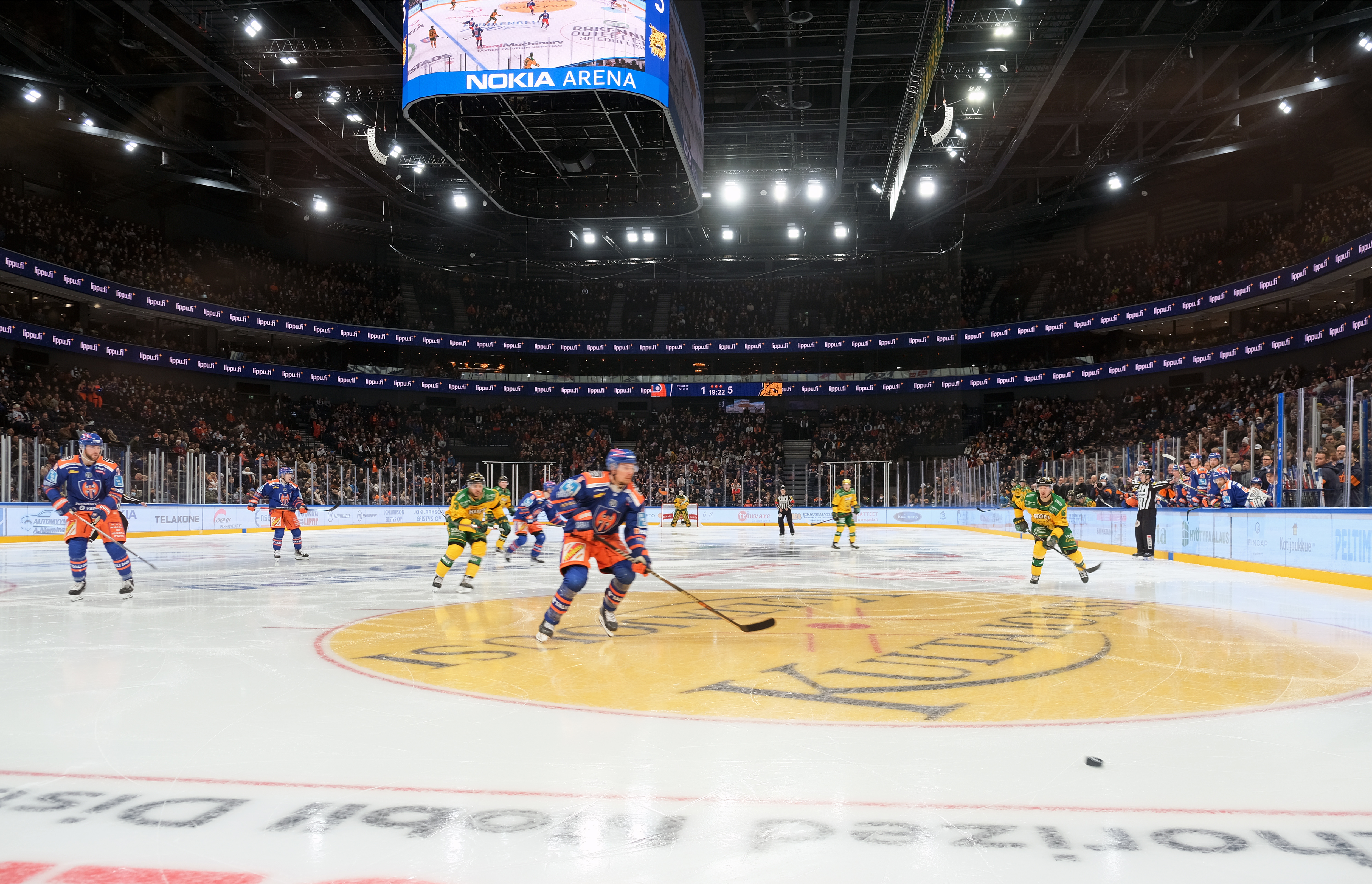
De tussen Tappara en Ilves in het seizoen 2021-22

De SM-liiga werd opgericht in 1975, met als doel het hoogste niveau van het Finse ijshockey op te krikken, en de weg naar professionalisme open te stellen. De voorganger van de liiga, de SM-sarja, was immers een amateurcompetitie die de daarbij horende problemen ervoer. Een van de grootste problemen was dat het bestuur van de SM-sarja gebaseerd was op het jaarlijks samenkomen van de Finnish Ice Hockey Association (FIHA), waar over alle belangrijke punten gestemd werd. Aangezien iedere bij de FIHA geregistreerde club een stem had bij deze beslissingen, waren de amateurclubs in de meerderheid. De meer professionele teams konden dus geen meerderheid behalen over hervormingen. De nieuwe SM-liiga werd alleen voorgezeten door de clubs die ook wilden deelnemen, en zou een samenwerkingsverband smeden met de FIHA. Er was een grote vraag naar deze veranderingen, aangezien de populariteit van ijshockey het laatste decennium sterk gestegen was.

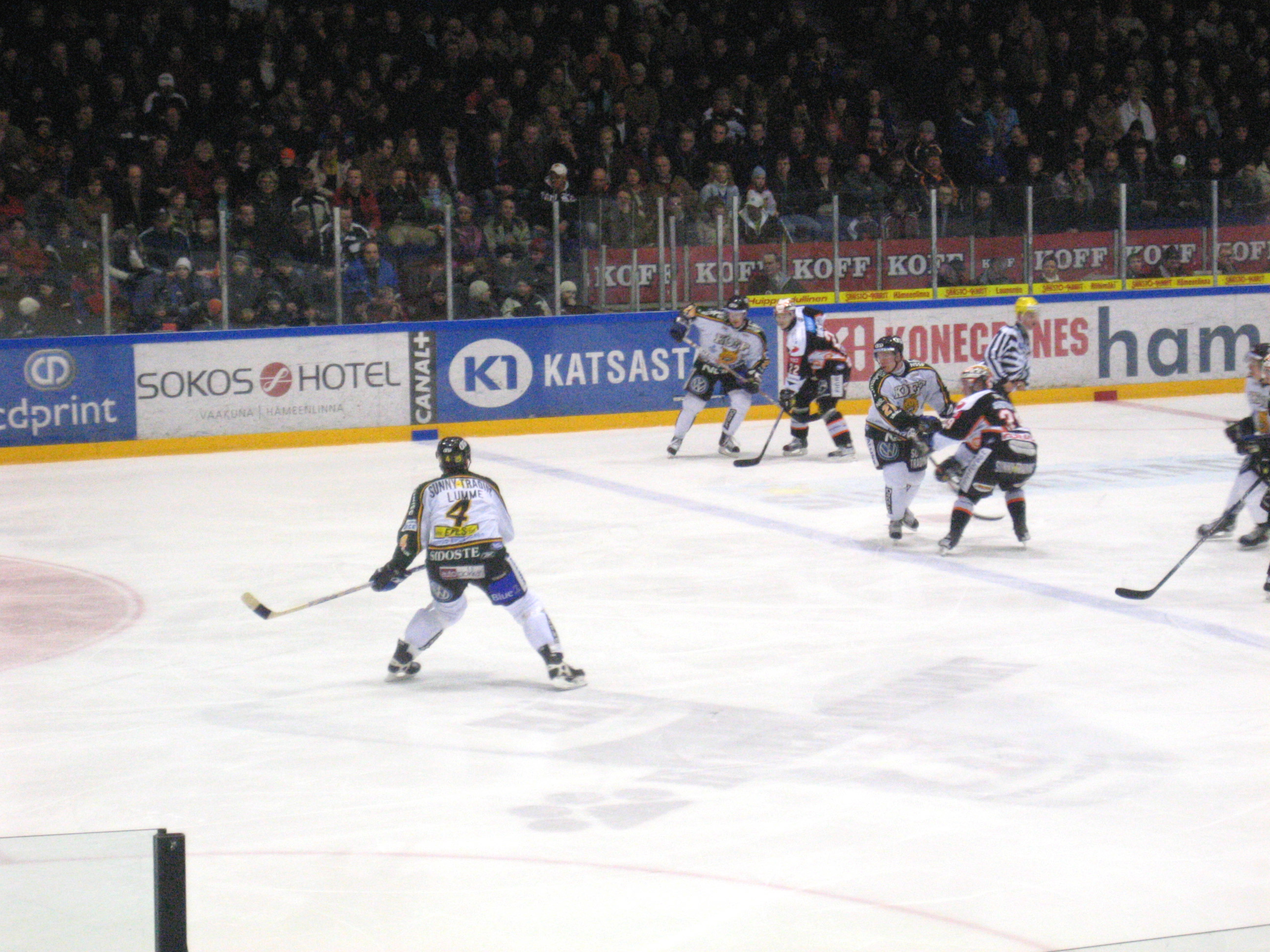
De play-offwedstrijd tussen HPK en Ilves in het seizoen 2005-06

De SM-sarja had andere regelingen m.b.t. spelers. Volgens de amateuridealen zou het onmogelijk zijn voor een speler om bij meer dan een ploeg per seizoen te spelen. Ook was individuele sponsoring verboden. Om de transfers niet aan te moedigen, werd een zogenaamd "quarantainesysteem" ingevoerd. De SM-liiga week van deze principes af en verving de quarantaine door betaalde transfers en een transferlijst. Wanneer een speler van club wilde veranderen, zou de SM-liiga het onderhandelingsrecht uitgeven. Dit was de theorie, in de praktijk omzeilden veel clubs deze formaliteiten. Een ander probleem was dat de SM-sarja geleid werd onder amateurprincipes. Clubs werden bijvoorbeeld niet verplicht om hun spelers te betalen, behalve als compensatie voor misgelopen lonen. Nochtans werkten in de jaren 70 al veel clubs als een onderneming, waarbij spelers werden aangeworven door middel van een arbeidscontract, lonen in het geheim werden betaald en belastingen vaak ontdoken werden. Echter veranderden in 1974 de Finse wetten over boekhouden en werden clubs bij wet verplicht uitgebreide boekhoudingen bij te houden, waarbij misbruik snel aan het licht zou komen. Het doel van de SM-liiga was de clubs onder streng toezicht te zetten, en het mogelijk maken van het betalen van spelers. Ze kregen de kans om hun eigen associatie op te zetten, alleen voor de SM-liiga ijshockey, dus niet meer voor lagere klassen en andere sporten. Ook zou het papierwerk van de spelers naar de SM-liiga gestuurd moeten worden, zodat de spelers voldoende beschermd waren voor bijvoorbeeld verzekeringen en pensioenen.
Deze veranderingen zorgden voor een overgang richting professioneel ijshockey en de SM-liiga werd een semi-professionele competitie. In de jaren 1970 was het zeldzaam als een speler zijn brood kon verdienen met ijshockey, en veel jongere spelers speelden in de liiga zonder loon.
Een grote financiële ontwikkeling voor professioneel ijshockey in Finland, zou er komen met de toevoeging van play-offs aan de competitie. Toegangsgeld en andere inkomsten van de play-offs zouden als plaatsingsbonussen worden uitgedeeld. Hoewel in die tijd play-offs heel normaal waren in Noord-Amerika, werden deze in Europa nauwelijks gebruikt.
De SM-liiga begon waar de SM-sarja was gestopt; met 10 clubs. De beste vier van het seizoen zouden naar de play-offs gaan. Het promotie- en degradatiesysteem bleef hetzelfde als in de SM-sarja: de laagstgeplaatste clubs zouden hun positie verdedigen tegen de beste clubs van de tweede klasse.
In het seizoen van 1986-1987 werd het aantal wedstrijden voor elke club verhoogd van 36 naar 44, en in 1988-89 werd de competitie uitgebreid naar 12 clubs. De populariteit van ijshockey was sterk gestegen, mede dankzij het grote internationaal succes van het nationaal team bij de mannen. Het toeschouwersaantal klom doorheen de jaren 90 tot ongeveer 1.8 miljoen. Dit leidde tot meer winsten bij ijshockey, en uiteindelijk tot het volledig professionaliseren van de competitie. In het midden van de jaren 90 speelden alle spelers fulltime en tegen 2000 waren de meeste clubs uitgegroeid tot echte bedrijven.
In het seizoen 2000-01 werd het promotie- en degradatiesysteem afgeschaft, waarbij de SM-liiga een gesloten competitie werd. Promoveren kon enkel nog door beslissing van de SM-liiga. Voor het seizoen 2014-2015 besliste Jokerit om over te stappen naar de KHL; Sport verving Jokerit daarom vanaf seizoen 2014-2015. Voor het seizoen 2015-2016 werd ook de in 1990 ontbonden club KooKoo aangetrokken. Het totaal aantal clubs bedroeg vanaf dat seizoen dus 15.
Door de coronacrisis kon er in het seizoen 2019/20 maar tot en met de voorlaatste speelronde gespeeld worden, waardoor er geen club kampioen werd.
Voor aanvang van het seizoen 2024/25 werd Kiekko-Espoo toegevoegd waardoor er 16 teams aan de competitie meedoen. Ook kunnen sinds het einde van dat seizoen weer teams degraderen, naar de Mestis.

## Clubs
Anno 2025 spelen er 16 clubs mee in de Liiga.
| Naam     | Plaats       | Thuisstadion         | Capaciteit |
| -------- | ------------ | -------------------- | ---------- |
| K-Espoo  | Espoo        | Espoo Metro Areena   | 7.000      |
| HIFK     | Helsinki     | Helsingin jäähalli   | 8.200      |
| HPK      | Hämeenlinna  | Ritari-areena        | 5.360      |
| Ilves    | Tampere      | Nokia Arena          | 13.455     |
| Jukurit  | Mikkeli      | Ikioma Areena        | 4,200      |
| JYP      | Jyväskylä    | Synergia-areena      | 4.618      |
| KalPa    | Kuopio       | Kuopion jäähalli     | 5.225      |
| KooKoo   | Kouvola      | Lumon Areena         | 6.000      |
| Kärpät   | Oulu         | Oulun Energia Areena | 6.614      |
| Lukko    | Rauma        | Kivikylän Areena     | 5.400      |
| Pelicans | Lahti        | Isku-areena          | 5.534      |
| SaiPa    | Lappeenranta | Kisapuisto           | 4.847      |
| Sport    | Vaasa        | Vaasa Areena         | 4.512      |
| Tappara  | Tampere      | Nokia Arena          | 13.455     |
| TPS      | Turku        | HK-areena            | 11.820     |
| Ässät    | Pori         | Porin jäähalli       | 6.500      |

## Voormalige of hernoemde clubs
- Vaasan Sport ontbonden in 1976 en terug in de SM-liiga sinds 2014
- FoPS ontbonden in 1977, hernoemd naar FPS
- KOOVEE ontbonden in 1980
- KooKoo ontbonden in 1990, terug in de Liiga vanaf 2015-2016
- JoKP ontbonden in 1992, hernoemd naar Jokipojat
- TuTo ontbonden in 1996
- JyP HT, hernoemd naar JYP
- Espoo Blues, hernoemd naar Kiekko-Espoo
- Kiekkoreipas, Hockey-Reipas en Reipas Lahti, gefuseerd en hernoemd naar Pelicans
- Kärpät HT, hernoemd naar Oulun Kärpät

## Competitie

### Reguliere competitie
De competitie bestaat uit 16 clubs die elk 60 wedstrijden per seizoen spelen: 4 of 3 maal tegen elke andere club en nog 4 tegen lokale tegenstanders. De wedstrijden bestaan uit de normale 60 minuten speeltijd. In het geval van een gelijkspel wordt de zogenaamde "overtime" (verlenging) van 5 minuten gespeeld. De teams spelen deze verlenging met maar 3 spelers en het gaat volgens het sudden death-principe: wanneer een team scoort, wint het gelijk. Als er tijdens de verlenging niet is gescoord, gaat men over tot een zogenaamde "shootout": elk team begint met 3 spelers die om de beurt alleen op doel af mogen en proberen te scoren. Wanneer dit ook een gelijkspel oplevert, zal de shoot-out om en om doorgaan tot een speler van het ene team scoort en de andere niet.
Een overwinning binnen de normale tijd (60 min) is 3 punten waard, een overwinning door "sudden death" of de shootout 2 en het verliezen van de sudden death/shootout is 1 punt waard.

### Play-offs
De zes beste clubs stoten op het einde van het seizoen meteen door naar de kwartfinales. Nummer 7 speelt tegen nummer 10, en 8 tegen 9 een "best-of-3" waarbij de twee winnaars ook doorstoten naar de kwartfinales. In deze kwartfinale speelt de hoogstgeplaatste club tegen de laatste, de tweede hoogste tegen de voorlaatste enzoverder. De verliezers van de halve finales spelen ook nog een wedstrijd voor de 3de plaats. In de play-offs zien de wedstrijden er iets anders uit, aangezien de verlenging niet 5 maar 20 minuten duurt, ook met het sudden death-principe, maar de teams spelen gewoon 5 tegen 5. Zolang er geen doelpunt gemaakt wordt, wordt er telkens een nieuwe periode van 20 minuten bijgevoegd, waarbij de teams telkens van helft wisselen.

## Kampioen
Anno 2024 is Tappara Fins kampioen, nadat ze voor de derde keer op rij de competitie wonnen. De winnaar van de play-offs krijgt de zogenaamde "Kanada-malja" (letterlijk: Beker van Canada), die in 1951 geschonken werd door de Finse gemeenschap in Canada. De winnaar van de reguliere competitie krijgt ook een trofee, de "Harry Lindbladin muistopalkinto" (Harry Lindblad-trofee).

### Lijst van kampioenen

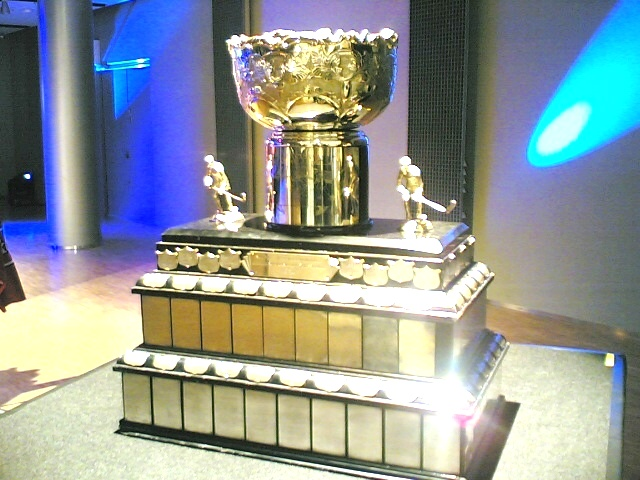
De Kanada-malja

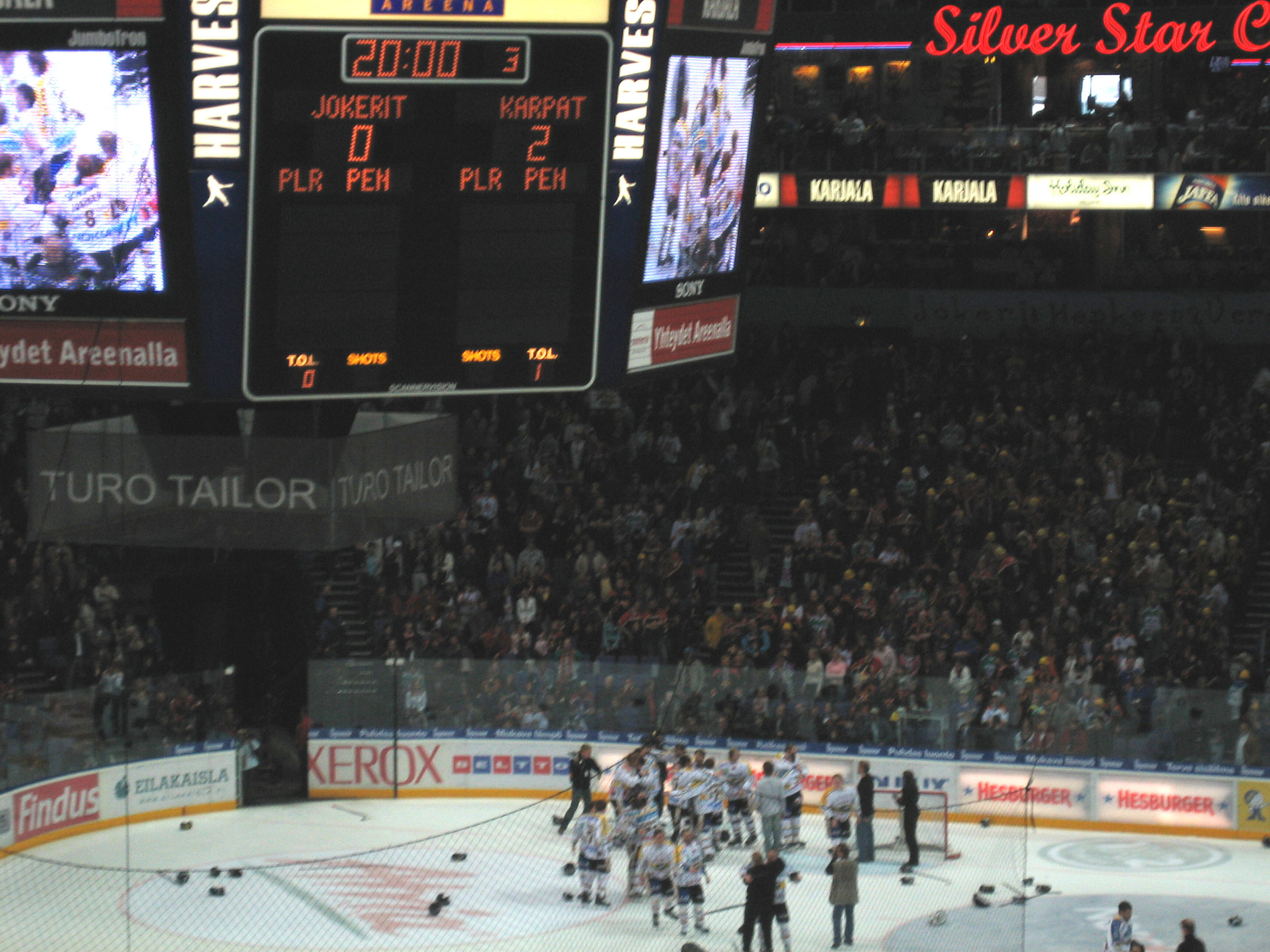
Kärpät viert zijn kampioenschapstitel in 2005

| Jaar | Kampioen                 | Zilver                   | Brons                    | Winnaar reguliere competitie |
| ---- | ------------------------ | ------------------------ | ------------------------ | ---------------------------- |
| 1976 | TPS                      | Tappara                  | Ässät                    | TPS                          |
| 1977 | Tappara                  | TPS                      | Koo-Vee                  | Tappara                      |
| 1978 | Ässät                    | Tappara                  | TPS                      | Tappara                      |
| 1979 | Tappara                  | Ässät                    | TPS                      | Ässät                        |
| 1980 | HIFK                     | Ässät                    | Kärpät                   | TPS                          |
| 1981 | Kärpät                   | Tappara                  | TPS                      | Tappara                      |
| 1982 | Tappara                  | TPS                      | HIFK                     | TPS                          |
| 1983 | HIFK                     | Jokerit                  | Ilves                    | Jokerit                      |
| 1984 | Tappara                  | Ässät                    | Kärpät                   | Tappara                      |
| 1985 | Ilves                    | TPS                      | Kärpät                   | TPS                          |
| 1986 | Tappara                  | HIFK                     | Kärpät                   | Tappara                      |
| 1987 | Tappara                  | Kärpät                   | HIFK                     | Kärpät                       |
| 1988 | Tappara                  | Lukko                    | HIFK                     | Ilves                        |
| 1989 | TPS                      | JYP                      | Ilves                    | TPS                          |
| 1990 | TPS                      | Ilves                    | Tappara                  | TPS                          |
| 1991 | TPS                      | KalPa                    | HPK                      | TPS                          |
| 1992 | Jokerit                  | JYP                      | HIFK                     | JYP                          |
| 1993 | TPS                      | HPK                      | JYP                      | TPS                          |
| 1994 | Jokerit                  | TPS                      | Lukko                    | TPS                          |
| 1995 | TPS                      | Jokerit                  | Ässät                    | Jokerit                      |
| 1996 | Jokerit                  | TPS                      | Lukko                    | Jokerit                      |
| 1997 | Jokerit                  | TPS                      | HPK                      | Jokerit                      |
| 1998 | HIFK                     | Ilves                    | Jokerit                  | TPS                          |
| 1999 | TPS                      | HIFK                     | HPK                      | TPS                          |
| 2000 | TPS                      | Jokerit                  | HPK                      | TPS                          |
| 2001 | TPS                      | Tappara                  | Ilves                    | Jokerit                      |
| 2002 | Jokerit                  | Tappara                  | HPK                      | Tappara                      |
| 2003 | Tappara                  | Kärpät                   | HPK                      | HPK                          |
| 2004 | Kärpät                   | TPS                      | HIFK                     | TPS                          |
| 2005 | Kärpät                   | Jokerit                  | HPK                      | Kärpät                       |
| 2006 | HPK                      | Ässät                    | Kärpät                   | Kärpät                       |
| 2007 | Kärpät                   | Jokerit                  | HPK                      | Kärpät                       |
| 2008 | Kärpät                   | Blues                    | Tappara                  | Kärpät                       |
| 2009 | JYP                      | Kärpät                   | KalPa                    | JYP                          |
| 2010 | TPS                      | HPK                      | JYP                      | JYP                          |
| 2011 | HIFK                     | Blues                    | Lukko                    | JYP                          |
| 2012 | JYP                      | Pelicans                 | Jokerit                  | KalPa                        |
| 2013 | Ässät                    | Tappara                  | JYP                      | Jokerit                      |
| 2014 | Kärpät                   | Tappara                  | Lukko                    | Kärpät                       |
| 2015 | Kärpät                   | Tappara                  | JYP                      | Kärpät                       |
| 2016 | Tappara                  | HIFK                     | Kärpät                   | HIFK                         |
| 2017 | Tappara                  | Kalpa                    | JYP                      | Tappara                      |
| 2018 | Kärpät                   | Tappara                  | HIFK                     | Kärpät                       |
| 2019 | HPK                      | Kärpät                   | Tappara                  | Kärpät                       |
| 2020 | Geen wegens coronacrisis | Geen wegens coronacrisis | Geen wegens coronacrisis | Kärpät                       |
| 2021 | Lukko                    | TPS                      | HFK                      | Lukko                        |
| 2022 | Tappara                  | TPS                      | Ilves                    | Tappara                      |
| 2023 | Tappara                  | Pelicans                 | Ilves                    | Tappara                      |
| 2024 | Tappara                  | Pelicans                 | Kärpät                   | Tappara                      |

| Club    | Aantal keren kampioen | Laatste keer |
| ------- | --------------------- | ------------ |
| Tappara | 13                    | 2024         |
| TPS     | 10                    | 2010         |
| Kärpät  | 8                     | 2018         |
| Jokerit | 5                     | 2002         |
| HIFK    | 4                     | 2011         |
| JYP     | 2                     | 2012         |
| Ässät   | 2                     | 2013         |
| HPK     | 2                     | 2019         |
| Lukko   | 1                     | 2021         |
| Ilves   | 1                     | 1985         |